# SimulationX
SimulationX — это междисциплинарный программный комплекс (CAE-Software) для моделирования физико-технических объектов и систем, который разработан и продаётся на коммерческой основе фирмой ESI ITI GmbH из Дрездена с 2000 года. SimulationX является преемником программы ITI-SIM, первая версия которой появилась в 1993 году.
Учёные и инженеры, работающие в промышленности и сфере образования, используют этот инструмент для разработки, моделирования, симулирования, анализа и виртуального тестирования сложных мехатронных систем. На единой платформе программа моделирует поведение и взаимодействие различных физических объектов механики (1D и 3D), приводной техники, электрических, гидравлических, пневматических и термодинамических систем, а также магнетизма и аналоговых и цифровых систем управления. Одними из основных приложений SimulationX являются исследования в области автомобильных приводов, например такие, как стационарный анализ силовых агрегатов, за что SimulationX был удостоен премии «Top Product of Powertrain Simulation» Общества Автомобильных Инженеров SAE International в 2006 году.

## Фирма
SimulationX создана фирмой ESI ITI GmbH, которая основана в 1990 году в Дрездене (Германия). Компания работает по всему миру через сеть филиалов и дистрибьюторов.
Одним из основных направлений деятельности компании в области «Виртуальные инженерные системы» является разработка и продажа стандартного программного обеспечения.

## Домены и библиотеки

SimulationX 3-9 Electric Vehicle Laptop center

Программный комплекс SimulationX поддерживает функциональность Windows и содержит предварительно подготовленные типы элементов, которые собраны в библиотеки для различных разделов физики. Эти библиотеки классифицируют модельные объекты в соответствии с их физическими свойствами и областью применения.
Для создания одной модели можно использовать готовые элементы из всех библиотек, а также элементы, созданные пользователем. Например, гидравлические, пневматические и электрические привода, а также системы управления могут быть интегрированы в одной модели вместе с элементами механики систем многих тел. В ходе расчета можно наблюдать и анализировать поведение системы, при этом параметры могут быть скорректированы. Практическим примером этого являются строительные машины, в которых используются гидравлические системы управления.
Программный комплекс SimulationX объединяет отдельные компоненты в единую систему, пригодную для моделирования триботехнических проблем и для анализа энергоэффективности оборудования и систем управления.
В разделе «Флюидтехника» имеется библиотека, которая предоставляет специализированные компоненты для подводной техники (подводная гидравлика, электрика и другие). С их помощью рассчитывается и анализируется динамическое поведение компонентов и систем для добычи и распределения нефти и природного газа. Другим применением являются виртуальные испытания оборудования для глубоководного бурения и сейсмографии, а также подводных конструкций и технологий.
SimulationX поддерживает язык моделирования Modelica, который используется в частности для создания пользователем собственных (суб-) моделей. Модели из стандартных библиотек языка Modelica и других библиотек, основанных на языке Modelica, могут быть также использованы в SimulationX.

## Интерфейсы
SimulationX имеет открытые, всеобъемлющие CAx интерфейсы для внешних программ различных направлений, например, CAE, CAD (SolidWorks, Pro / ENGINEER, Autodesk Inventor), CAM АСУ ТП, автоматизация оптимизации САО (Isight, modeFRONTIER, OptiY), FEA / FEM, CFD.
- Интерфейс CAE позволяет использовать SimulationX с другими инструментами CAE, такими как MSC.Adams, SIMPACK, MATLAB/Simulink, Fluent, Cadmould.
- Интерфейс COM обеспечивает коммуникации между SimulationX и другими приложениями Windows для пользователей пакетных процессов, встроенного моделирования, исследования параметров или оптимизации
- Для полного структурного и системного анализа (расчеты равновесия, собственные частоты, формы колебаний, передаточные функции) в SimulationX имеются встроенные инструменты

## Список литературы
1. ↑  Product Website. Дата обращения: 3 февраля 2010. Архивировано 22 июня 2015 года.
2. ↑  Homepage of ITI. Дата обращения: 16 декабря 2013. Архивировано 17 декабря 2013 года.
3. ↑  Общество инженеров автомобильной промышленности SAE. Дата обращения: 3 февраля 2010. Архивировано 26 февраля 2011 года.
4. ↑  Глобальный Подводный Центр, SimulationX. Дата обращения: 3 февраля 2010. Архивировано 3 декабря 2009 года.
5. ↑  Modelica, рассылка 2/2013. Дата обращения: 16 декабря 2013. Архивировано из оригинала 16 декабря 2013 года.
6. ↑  SimulationX, интерфейсы. Дата обращения: 16 декабря 2013. Архивировано 17 декабря 2013 года.